# Кранц, Ойген
Георг Ойген Кранц (нем. Georg Eugen Krantz; 13 сентября 1844, Дрезден — 26 мая 1898, Гориш) — немецкий музыкальный педагог, пианист и хоровой дирижёр. Сын Морица Кранца, дед по матери Рейнхарда Гейдриха.
Родился в многодетной семье. Окончил Дрезденскую консерваторию, в 1865—1869 гг. преподавал в Померании, затем вернулся в родной город и начал преподавать фортепиано в своей альма матер. С 1882 г. профессор. В 1890 г. выкупил у Генриха Пудора консерваторию и возглавил её. В 1896 г. произведён королём Альбертом в чин придворного советника. Одновременно с педагогической работой в 1869—1884 гг. хормейстер Дрезденской придворной оперы, с 1896 г. возглавлял Дрезденскую певческую академию.
После смерти Кранца консерваторию, сохранившую название Консерватория Кранца, возглавлял его старший сын Иоганнес Кранц (1870—1932) при поддержке своего брата Курта Кранца (1874—1942) и дирижёра Курта Хёфеля; консерватория просуществовала до 1945 года. Имя Кранца носит улица (нем. Krantzstraße) в Дрездене.